# 腸ジアルジア症
腸ジアルジア症（ちょうジアルジアしょう、英:giardiosis）とは鞭毛虫類のGiardia属原虫寄生を原因とする動物の寄生虫病。哺乳類に寄生する種としてはGiardia intestinalis（ランブル鞭毛虫）、Giardia murisの2種が知られている。Giardia intestinalisはヒト、イヌ、ネコ、ウシ、ヒツジ、ネズミなどに、Giardia murisは齧歯類に寄生する。感染はシストの経口摂取により成立し、シストは小腸で脱シストし、分裂し栄養型虫体となり小腸上部の腸上皮に吸着する。重度の寄生では増殖した栄養型虫体に腸粘膜が覆われ吸収障害を起こし、腹痛、下痢、貧血、脂肪便などの症状を引き起こす。診断は糞便中の栄養型虫体あるいはシストの検出による。治療はメトロニダゾールが第一選択薬であり、フェンベンダゾール、アルベンダゾールも有効。予防は熱消毒や乾燥によるシストの殺滅が有効。